# Stylter
Stylter er et legetøj og et redskab der anvendes parvis, hovedsagelig for at man kan virke højere. Stylter findes i forskellige udgaver. Klassiske stylter består af stænger med klodser fastgjort i passende højde. Ved brug placeres stylterne vertikalt samtidig med at man holder om stylterne og stiller sig på klodserne. Dernæst bevæger man sig på stylterne, hvilket i daglig tale kaldes for "at gå på stylter". Udover ved leg anvendes stylter ofte i komiske eller festlige anledninger, for eksempel af klovne.